# Le Quiou
 Le Quiou  (en bretón Ar C'haeoù) es una población y comuna francesa, situada en la región de Bretaña, departamento de Côtes-d’Armor, en el distrito de Dinan y cantón de Évran.

## Demografía
| 326 | 331 | 319 | 313 | 286 | 305 |
| Para los censos de 1962 a 1999 la población legal corresponde a la población sin duplicidades (Fuente: INSEE [Consultar]) |     |     |     |     |     |